# Asienspiele 2014/Ringen
Bei den Asienspielen 2014 in Incheon, Südkorea wurden vom 27. September bis 1. Oktober 2014 20 Wettbewerbe im Ringen ausgetragen, 16 für Männer im Freistil und griechisch-römischen Stil sowie 4 für Frauen im Freistil.

## Männer

### Freistil

#### Bis 57 kg
| Platz | Land | Athlet          |
| ----- | ---- | --------------- |
| 1     | PRK  | Jong Hakjin     |
| 2     | KAZ  | Rassul Kaliyev  |
| 3     | MNG  | Batboldyn Nomin |
| 3     | KOR  | Yun Junsik      |

Der Wettbewerb wurde am 27. September ausgetragen.

#### Bis 61 kg
| Platz | Land | Athlet                     |
| ----- | ---- | -------------------------- |
| 1     | IRI  | Masoud Esmaeilpoorjouybari |
| 2     | IND  | Bajrang                    |
| 3     | KOR  | Lee Seung-chul             |
| 3     | JPN  | Noriyuki Takatsuka         |

Der Wettbewerb wurde am 29. September ausgetragen.

#### Bis 65 kg
| Platz | Land | Athlet             |
| ----- | ---- | ------------------ |
| 1     | IND  | Yugeshwar Dutt     |
| 2     | TJK  | Selimchon Jussufow |
| 3     | CHN  | Yeerlanbieke Katai |
| 3     | UZB  | Ixtiyor Navroʻzov  |

Der Wettbewerb wurde am 28. September ausgetragen.

#### Bis 70 kg
| Platz | Land | Athlet                |
| ----- | ---- | --------------------- |
| 1     | UZB  | Bekzod Abdurahmonov   |
| 2     | KOR  | Oh Manho              |
| 3     | KGZ  | Elaman Dogdurbek Uulu |
| 3     | JPN  | Takafumi Kojima       |

Der Wettbewerb wurde am 27. September ausgetragen.

#### Bis 74 kg
| Platz | Land | Athlet                       |
| ----- | ---- | ---------------------------- |
| 1     | UZB  | Rashid Kurbanov              |
| 2     | IRI  | Ezzatollah Akbarizarinkolaei |
| 3     | KOR  | Lee Sangkyu                  |
| 3     | IND  | Narsingh Yadav               |

Der Wettbewerb wurde am 29. September ausgetragen.

#### Bis 86 kg
| Platz | Land | Athlet                |
| ----- | ---- | --------------------- |
| 1     | IRI  | Meisam Mostafajoukar  |
| 2     | KAZ  | Yesbolat Nurzhumbayev |
| 3     | UZB  | Umidjon Ismanov       |
| 3     | KOR  | Kim Gwanuk            |

Der Wettbewerb wurde am 29. September ausgetragen.

#### Bis 97 kg
| Platz | Land | Athlet                     |
| ----- | ---- | -------------------------- |
| 1     | IRI  | Reza Yazdani               |
| 2     | KGZ  | Magomed Mussajew           |
| 3     | MNG  | Dordschchandyn Chuderbulga |
| 3     | KAZ  | Mamed Ibragimov            |

Der Wettbewerb wurde am 28. September ausgetragen.

#### Bis 125 kg
| Platz | Land | Athlet              |
| ----- | ---- | ------------------- |
| 1     | IRI  | Parviz Hadi Basmanj |
| 2     | KAZ  | Daulet Shabanbay    |
| 3     | JPN  | Nobuyoshi Arakida   |
| 3     | KOR  | Nam Koungjin        |

Der Wettbewerb wurde am 29. September ausgetragen.

### Griechisch-Römisch

#### Bis 59 kg
| Platz | Land | Athlet           |
| ----- | ---- | ---------------- |
| 1     | JPN  | Kohei Hasegawa   |
| 2     | PRK  | Yun Wonchol      |
| 3     | CHN  | Tian Qiye        |
| 3     | KAZ  | Almat Kebispajew |

Der Wettbewerb wurde am 30. September ausgetragen.

#### Bis 66 kg
| Platz | Land | Athlet            |
| ----- | ---- | ----------------- |
| 1     | KOR  | Ryu Hansu         |
| 2     | JPN  | Ryūtarō Matsumoto |
| 3     | PRK  | Ri Hakwon         |
| 3     | IRI  | Afshin Byabangard |

Der Wettbewerb wurde am 1. Oktober ausgetragen.

#### Bis 71 kg
| Platz | Land | Athlet             |
| ----- | ---- | ------------------ |
| 1     | KOR  | Jung Jihyun        |
| 2     | UZB  | Dilshodjon Turdiev |
| 3     | IRI  | Saeid Abdvali      |
| 3     | TKM  | Shermet Permanov   |

Der Wettbewerb wurde am 30. September ausgetragen.

#### Bis 75 kg
| Platz | Land | Athlet               |
| ----- | ---- | -------------------- |
| 1     | KOR  | Kim Hyeon-woo        |
| 2     | JPN  | Takehiro Kanakubo    |
| 3     | KAZ  | Doczhan Kartikov     |
| 3     | IRI  | Payam Bouyeri Payani |

Der Wettbewerb wurde am 1. Oktober ausgetragen.

#### Bis 80 kg
| Platz | Land | Athlet              |
| ----- | ---- | ------------------- |
| 1     | IRI  | Habibollah Akhlaghi |
| 2     | JPN  | Tsukasa Tsurumaki   |
| 3     | UZB  | Besiki Saldadze     |
| 3     | KGZ  | Janarbek Kenjeev    |

Der Wettbewerb wurde am 30. September ausgetragen.

#### Bis 85 kg
| Platz | Land | Athlet           |
| ----- | ---- | ---------------- |
| 1     | UZB  | Rustam Assakalov |
| 2     | KOR  | Lee Seyeol       |
| 3     | CHN  | Peng Fei         |
| 3     | IRI  | Mojtaba Karimfar |

Der Wettbewerb wurde am 1. Oktober ausgetragen.

#### Bis 98 kg
| Platz | Land | Athlet                 |
| ----- | ---- | ---------------------- |
| 1     | IRI  | Mahdi Aliyarifeizabadi |
| 2     | CHN  | Xiao Di                |
| 3     | KAZ  | Yerulan Iskakov        |
| 3     | JPN  | Norikatsu Saikawa      |

Der Wettbewerb wurde am 30. September ausgetragen.

#### Bis 130 kg
| Platz | Land | Athlet                    |
| ----- | ---- | ------------------------- |
| 1     | KAZ  | Nurmachan Tinalijew       |
| 2     | KOR  | Kim Yongmin               |
| 3     | CHN  | Meng Qiang                |
| 3     | IRI  | Bashir Babajanzadeh Darzi |

Der Wettbewerb wurde am 1. Oktober ausgetragen.

## Frauen

### Freistil

#### Bis 48 kg
| Platz | Land | Athlet           |
| ----- | ---- | ---------------- |
| 1     | JPN  | Eri Tōsaka       |
| 2     | CHN  | Sun Yanan        |
| 3     | KAZ  | Tatyana Amanzhol |
| 3     | IND  | Vinesh Phogat    |

Der Wettbewerb wurde am 27. September ausgetragen.

#### Bis 55 kg
| Platz | Land | Athlet                 |
| ----- | ---- | ---------------------- |
| 1     | JPN  | Saori Yoshida          |
| 2     | MNG  | Sündewiin Bjambatseren |
| 3     | KGZ  | Aissuluu Tynybekowa    |
| 3     | CHN  | Zhong Xuechun          |

Der Wettbewerb wurde am 28. September ausgetragen.

#### Bis 63 kg
| Platz | Land | Athlet                    |
| ----- | ---- | ------------------------- |
| 1     | JPN  | Rio Watari                |
| 2     | CHN  | Xiluo Zhuoma              |
| 3     | MNG  | Sücheegiin Tserentschimed |
| 3     | IND  | Geetika Jakhar            |

Der Wettbewerb wurde am 27. September ausgetragen.

#### Bis 75 kg
| Platz | Land | Athlet              |
| ----- | ---- | ------------------- |
| 1     | CHN  | Zhou Feng           |
| 2     | KAZ  | Güzäl Mänürowa      |
| 3     | KOR  | Eunju Hwang         |
| 3     | MNG  | Otschirbatyn Burmaa |

Der Wettbewerb wurde am 28. September ausgetragen.

## Medaillenspiegel
| Platz  | Land                | Gold | Silber | Bronze | Gesamt |
| ------ | ------------------- | ---- | ------ | ------ | ------ |
| 1      | Iran                | 6    | 1      | 5      | 12     |
| 2      | Japan               | 4    | 3      | 4      | 11     |
| 3      | Südkorea            | 3    | 3      | 6      | 12     |
| 4      | Usbekistan          | 3    | 1      | 3      | 7      |
| 5      | Kasachstan          | 1    | 4      | 5      | 10     |
| 6      | Volksrepublik China | 1    | 3      | 5      | 9      |
| 7      | Indien              | 1    | 1      | 3      | 5      |
| 8      | Nordkorea           | 1    | 1      | 1      | 3      |
| 9      | Mongolei            | –    | 1      | 4      | 5      |
| 10     | Kirgisistan         | –    | 1      | 3      | 4      |
| 11     | Tadschikistan       | –    | 1      | -      | 1      |
| 12     | Turkmenistan        | –    | -      | 1      | 1      |
| Gesamt | Gesamt              | 20   | 20     | 40     | 80     |